# Saison 2 des Demoiselles du téléphone
 (janvier 2018).
Si vous disposez d'ouvrages ou d'articles de référence ou si vous connaissez des sites web de qualité traitant du thème abordé ici, merci de compléter l'article en donnant les références utiles à sa vérifiabilité et en les liant à la section « Notes et références ».
Chronologie
Saison 1 Saison 3
Cet article présente le guide des épisodes de la série télévisée espagnole Les Demoiselles du téléphone.

## Synopsis
En 1928, une entreprise moderne de télécommunications fait ses débuts à Madrid. La série raconte le tournant que prend la vie de quatre jeunes femmes quand elles commencent à travailler dans cette entreprise. Les quatre femmes sont toujours liées à leurs familles, leurs couples ou leurs souvenirs.

## Distribution

### Acteurs principaux
- Blanca Suárez (VF : Véronique Desmadryl) : Alba Romero Méndez / Lidia Aguilar Dávila
- Yon González (VF : Yann Guillemot) : Francisco Gómez
- Ana Fernández (VF : Magali Rosenzweig) : Carlota Rodríguez de Senillosa
- Maggie Civantos (VF : Peggy Martineau) : Ángeles Vidal
- Nadia de Santiago (VF : Margaux Maillet) : María Inmaculada « Marga » Suárez
- Martiño Rivas (VF : Pascal Nowak) : Carlos Cifuentes

### Acteurs récurrents
- Ana María Polvorosa (VF : Nathalie Kanoui) : Sara Millán
- Sergio Mur (VF : Jean-Marco Montalto) : Mario
- Borja Luna (VF : Stéphane Ronchewski) : Miguel Pascual
- Nico Romero (es) (VF : Guillaume Beaujolais) : Pablo Santos
- Iria del Río (VF : Claire Morin) : Carolina
- Ángela Cremonte (VF : Laëtitia Godès) : Elisa Cifuentes
- Carlos Kaniowsky (VF : Benoît Allemane) : Inspector Beltrán
- Concha Velasco (VF : Marie-Martine) : Doña Carmen
- Andrea Carballo (VF : Sophie Riffont) : Alexandra Uribe

## Épisodes

### Épisode 1:Le Choix
1929, deux mois après le vol du rotary, la compagnie de téléphone a un nouveau directeur, Sebastián Uribe. Lidia est devenue secrétaire de direction et a négocié la réintégration de certains employés. 
Francisco, chassé par les Cifuentes travaille désormais dans une usine. 
Carlos n’a qu’une hâte : faire payer à Lidia le prix de ses mensonges et reprendre les rênes de la compagnie de téléphone. Il réussit à duper Lidia et s’approprie un dossier sur lequel elle travaillait : la création de cabines téléphoniques publiques. 
Carlota poursuit sa relation avec Sara et Miguel mais quelques tensions apparaissent. 
Ángeles continue de subir les violences de son mari abusif et dangereux. Elle va tenter de l’empoisonner, se mettant en danger. Pablo tente de demander Marga en mariage mais Marisol semble tout faire pour l’en empêcher.

### Épisode 2:Le Pacte
Le soir du 31 décembre, à l’issue d’une réception organisée par la compagnie de téléphone, Mario lève la main sur sa femme Ángeles. Marga, Lidia et Carlota arrivent à temps pour sauver leur amie. Elles se battent contre Mario qui va heurter un muret et mourir. Les quatre jeunes femmes font disparaître le cadavre dans une rivière et décident de ne jamais dévoiler ce qui s’est passé cette nuit. Elles sont désormais liées par ce lourd secret. 
Mario avait, peu de temps avant de mourir, dérobé une importante somme d’argent à la compagnie de téléphone pour payer Carolina. La police ouvre une enquête à ce sujet. Lidia voit cela comme une opportunité pour expliquer la disparition de Mario. Ángeles suit ses conseils. 

### Épisode 3:La Jalousie
L’inspecteur Cuevas chargé de l'affaire concernant Mario poursuit ses investigations. Ángeles réussit à lui cacher la vérité à chaque interrogation. 

### Épisode 4:La Culpabilité
Des mesures drastiques de sécurité sont mises en place dans la compagnie de téléphone ce qui ne plaît guère aux employés qui y voient une atteinte à leurs libertés. 
Ángeles est promue comme superviseuse des opératrices sur la demande de Uribe. Elle se plie aux ordres. Alex, la sœur de Uribe, tente d’imposer sa loi dans la compagnie. Sara est renvoyée à cause d’une faute dont elle a pris la responsabilité.
Les opératrices, sous l’impulsion de Carlota, amorcent une grève contre la répression qu’elles subissent. Lidia tente d’arranger les choses. 
L’inspecteur Cuevas continue d’enquêter sur la disparition de Mario dont la voiture a été retrouvée dans un ravin avec des taches de sang sur le siège arrière. 
Ángeles se sentant en danger, cherche à obtenir des informations sur cet inspecteur dans le but de l’amadouer. Elle apprend que Cuevas est une personne impeccable dans son métier, n’ayant commis qu’une seule erreur dans son passé. Ángeles tente de se suicider devant lui pour lui faire peur. 
Francisco rompt son pacte avec Carlos et annonce que son amour pour Lidia passe par-dessus tout. 

### Épisode 5:Les Secrets
Lidia apprend qu’elle est enceinte de Carlos . Elle décide de tout quitter pour élever son enfant seule. Elle en informe Francisco qui, bouleversé par la nouvelle, va noyer son chagrin dans l’alcool.
Pablo demande Marga en mariage. Ángeles séduit l’inspecteur Cuevas et passe une nuit avec lui. 
Lidia prépare son départ, alors qu’elle s’apprête à déposer sa démission, elle tombe nez à nez sur Francisco et Carlos et leur annonce la raison de son choix. Carlos comprend qu’il est le père de l’enfant que porte Lidia. 

### Épisode 6:La Solitude
Après réflexion, Lidia décide de rester. Sa vie est désormais ici, à Madrid entouré de ses amies .
Carlos est prêt à remuer terre et ciel pour reconquérir le cœur de   Lidia contre son grand rival Francisco "en amour comme à la guerre tout est permis ". Il annonce à sa mère qu’il est le père de l’enfant qu’elle porte. Carmen s’entretient avec Lidia et lui demande de se débarrasser de l’enfant contre une importante somme d’argent. 
Carolina récupère son poste de secrétaire dans la compagnie. Elle collabore avec la police sur l’affaire Mario et suspecte Ángeles. 
Lidia est en danger, un témoin l’aurait aperçu se débarrasser de la voiture de Mario. Elle compte bien découvrir l’identité de ce témoin et acheter son silence. 

### Épisode 7:Les Occasions
Le corps de Mario a été retrouvé par la police.
Lidia a accepté la proposition de Carmen et se sert de l’argent pour payer le témoin. 
Pablo et Marga organisent leur mariage.

### Épisode 8:L'Innocence
Cuevas découvre que le témoin a été soudoyé par Lidia. Il fait part de cette information à Ángeles qui, pour protéger son amie, n’a d’autre choix que d’avouer le meurtre de Mario. Cuevas se rend compte qu’il s’est fait mener en bateau pendant toute l’enquête. Il va cependant permettre à Ángeles de s’enfuir pour échapper à l’arrestation. L’attirance et la passion qu’il éprouve pour elle vont à l’encontre de son devoir. 
Francisco a pris la décision de quitter Madrid et laisser Lidia vivre avec Carlos. 